# Puyuhuapi Airport
Puyuhuapi Airport är en flygplats i Chile.   Den ligger i provinsen Provincia de Aisén och regionen Región de Aisén, i den södra delen av landet, 1 200 km söder om huvudstaden Santiago de Chile. Puyuhuapi Airport ligger 12 meter över havet.
Terrängen runt Puyuhuapi Airport är bergig åt nordost, men åt sydväst är den kuperad. Havet är nära Puyuhuapi Airport söderut. Trakten runt Puyuhuapi Airport är nära nog obefolkad, med mindre än två invånare per kvadratkilometer.. Närmaste större samhälle är Puyuhuapi, 7,1 km norr om Puyuhuapi Airport. 
I omgivningarna runt Puyuhuapi Airport växer i huvudsak blandskog.